# Carl Ernst Otto Kuntze
Carl Ernst Otto Kuntze  (Leipzig, 23 de junho de 1843 — Sanremo, Itália, 27 de janeiro de 1907) foi um botânico alemão .

## Biografia
No início da sua carreira era um boticário. Publicou um ensaio intitulado Fauna de  Leipzig. Entre  1863 e 1866 trabalhou como comerciante em Berlim e viajou através da Europa Central e pela Itália. De  1868 a 1873  teve sua própria fábrica de óleos essenciais, alcançando um padrão de vida bastante confortável. Viajou em torno do mundo entre  1874 e  1876, indo ao Caribe, EUA, Japão, China, Sudeste asiático,  Península Arábica e Egito. O diário desta viagem foi publicado sob o título Volta ao Mundo (1881). De 1876 até 1878 estudou ciência natural em Berlim e  Leipzig, recebendo seu doutorado em  Freiburg escrevendo sobre uma droga obtida da Cinchona. Estudou a coleção botânica obtida em suas viagens em torno do mundo, formada por aproximadamente 7.700 espécimes, em Berlim e no Jardim Botânico de Kew.
Em 1886, Kuntze visitou o leste russo, e passou o período 1887-1888 nas  Ilhas Canárias. O resultado de ambas as viagens transformou-se em parte do seu trabalho principal, o  Revision. No princípio dos anos de 1890 foi para a América do Sul, conhecendo a maioria dos seus países. Em 1894, visitou os países do sul africano, assim como as Colônias alemãs da África. Também estudou a flora e a fauna do mar dos Sargaços, de Singapura e a da Índia.
Nos últimos anos de sua vida, Kuntze retornava constantemente a Sanremo (Itália). Suas idéias revolucionárias sobre nomenclatura botânica criaram um conflito no 2º Congresso de Botânica e, em consequência, as portas se fecharam para ele no mundo acadêmico. Se aposentou em 1895 e morreu em Sanremo, em 1907.

## Obras
É o autor de  Revisio generum plantarum (três volumes, 1891-1898), um trabalho que foi rejeitado e deliberadamente ignorado. Publicou também  Lexicon generum phanerogamarum, em (1903). 